# Mali Mikulići
Mali Mikulići (en serbe cyrillique : Мали Микулићи) est un village du sud du Monténégro, dans la municipalité de Bar.

## Démographie

### Évolution historique de la population
| 1948 | 1953 | 1961 | 1971 | 1981 | 1991 | 2003 |
| ---- | ---- | ---- | ---- | ---- | ---- | ---- |
| 54   | 44   | 35   | 9    | 5    | 2    | 2    |